# Calamus dasyacanthus
Calamus dasyacanthus är en enhjärtbladig växtart som beskrevs av William John Baker och Al. Calamus dasyacanthus ingår i släktet Calamus och familjen Arecaceae. Inga underarter finns listade i Catalogue of Life.